# Вартислав I
Вартислав I (пол. Warcisław I; нім. Wartislaw I; біля *1100, Київська Русь — †1135/1148, Штольпе) — перший достовірно відомий князь Помор'я, родоначальник династії Грифичів. Згідно Штаденських анналів був сином Великого князя Київського Святослава II династії Рюриковичів і Оди Штаденської. Втім, датою шлюбу Оди з руським князем аннали називають 1043 рік, датами смерті князя Святослава 1076 рік, а князя Володимира (ще одного ймовірного чоловіка Оди) — 1052 р., тож їх діти могли народитися не пізніше 1050—1076 рр.

## Життєпис

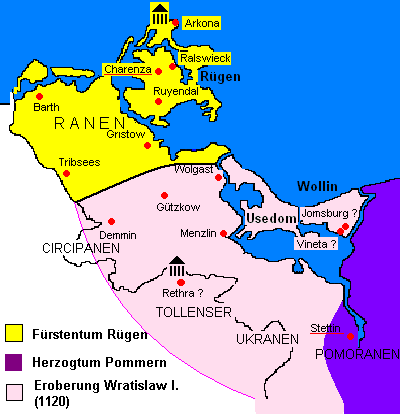
Завоювання Вартислава I (позначені рожевим кольором)

Вартислав I був першим достовірно відомим поморським князем. Народився він близько 1100 року. Відомо, що у Вартислава був брат Ратибор I. Можливо, що братом Вартислава I був Свантібор, родоначальник династії Самборидів.
Вперше Вартислав I згадується в життєписі єпископа Бамбергу Оттона. Згідно життєпису, Вартислав між в 1119 і 1121 роками потрапив у польський полон. Польський князь Болеслав III Кривовустий відпустив Вартислава I після того, як той визнав себе польським васалом і зобов'язався виплачувати данину польському князеві, а також сприяти християнізації Помор'я. Після цього Болеслав III послав в Померанію Оттона Бамбергського, який в 1124—1128 роках займався місіонерською діяльністю в Західному Помор'ї. Але сам Вартислав був хрещений ще раніше.
Вартислав I вважається засновником Поморського князівства. Він підтримував єпископа Оттона і допомагав йому в місіонерській діяльності. Крім того, Вартислав I розширив свої володіння на заході аж до Гюстрова, включивши до складу герцогства і землі племені лютичів, черезпенян, доленчан, ратарів, укрів. Також Вартислав I сприяв установі єпископства в Помор'ї, центром якого спочатку став Волін, а потім — Каммін.
За повідомленням Саксона Граматика, в 1129/1131 році данський король Нільс почав похід в Помор'я і захопив у полон Вартислава I, але після втручання герцога ободритів Кнуда Лаварда був змушений відпустити бранця.
Вартислав I був убитий між 1135 і 1148 роками, його владу успадковував його брат Ратибор I.

## Шлюб
В джерелах згадується, що у Вартислава I було 24 наложниці, але для того, щоб одружитися з християнкою, він був змушений їх відпустити. Є версія, що дружною його була Хейла Баваро-Саксонська в християнському шлюбі (мати Богуслава I).

## Його діти
Відомі діти Вартислава I:
- Богуслав I (*бл.1130 р. - †18 березня 1187 р.), князь Поморський
- Казимир I (†6 червня 1181/1182 р.)
- Воїслава (†1172 р.); її чоловік *бл.1140/1145 р. Прібіслав (†30 грудня 1178 р.), князь Мекленбурга.